# Enrique Tornú

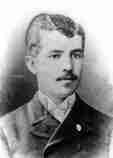
Enrique Tornú

Enrique Tornú (ur. 1 września 1865 w Buenos Aires, zm. 23 sierpnia 1901 tamże)  – argentyński lekarz i higienista.
Uczył się w Colegio Nacional de Buenos Aires, w 1886 roku otrzymał świadectwo dojrzałości. Następnie studiował medycynę na Uniwersytecie w Buenos Aires. Studia ukończył w Paryżu, dokąd został wysłany z misją dyplomatyczną. Praktykował też w San Andrés. Jego dysertacja doktorska dotyczyła zabiegów chirurgicznych z dojścia przez kość krzyżową. W 1894 roku powrócił do Argentyny.
Tornú był pionierem leczenia gruźlicy w Argentynie; ostatecznie, sam zaraził się gruźlicą. Zalecał leczenie w sanatoriach i osobiście podróżował przez prowincję Córdoby szukając odpowiednich lokalizacji na te ośrodki. 11 maja 1901 współzakładał Liga Argentina contra la Tuberculosis (Argentyńską Ligę Przeciwko Gruźlicy).
Enrique Tornú popełnił samobójstwo w 1901 roku, niedługo po tym jak zachorował na gruźlicę.
W 1904 roku powstał w Buenos Aires pierwszy szpital dla gruźlików, któremu nadano imię Enrique Tornú.

## Prace
- Climatología médica de las sierras de Córdoba. Buenos Aires, 1901.
- La cura de altitud. Buenos Aires, 1901.
- Apuntes sobre tuberculosis y sanatorios. Buenos Aires, 1901.